# Эльдруп, Хелена
Хелена Эльдруп (швед. Helena Eldrup, 1800−1872) — шведская просветительница и педагог.

## Биография
Хелена родилась в Карлсхамне в 1800 г. Её родителями были капитан Габриэль Моллен и Анна Катарина Ремнер. В 1821 г. она в Гётеборге вышла замуж за капитана Нильса Эльдрупа и с 1822 г. сопровождала его по всему миру, какое-то время жила с ним в Чили. В этом браке у неё родились дочь Матильда и сын Юнас. В 1827 г. она развелась и в 1828—1829 гг. жила с братом Йоном в Великобритании, а в 1829 г. вернулась в Швецию.
Хелена некоторое время работала учительницей в гётеборгской школе Societetsskolan, а в 1835 г. она перешла в школу для девочек Kjellbergska flickskolan. Эта школа была основана в том же 1835 г. благотворительным фондом и существовала на пожертвования. Несмотря на то, что у Хелены не было педагогического образования — в то время в Швеции этим не могла похвастаться ни одна женщина — её поставили директором школы и поручили организовать классы для 15-16-летних девушек. Её описывали как женщину умную, религиозную и с чувством сострадания.
В 1836 г. в школе прошёл первый экзамен, и деятельность Хелены получила высокую оценку школьного совета. Вначале в школе учились около 40 учениц, и за неимением собственного здания (оно появилось только в 1870 г.) адрес школы постоянно менялся. Хелена была единственной учительницей в течение 7 лет, пока не были приняты новые учителя, после чего Хелена оставила за собой только уроки английского языка, на котором она хорошо говорила. Хелена умерла в Гётеборге в 1872 г., и школа перешла к Терезе Камф, которая впоследствии существенно увеличила число классов и учениц.
В 1911 г. воспитанницы школы заказали портрет Хелены Эльдруп у художницы Йенни Нюстрём, которая также окончила Kjellbergska flickskolan.